# Brasema brevicauda
Brasema brevicauda is een vliesvleugelig insect uit de familie Eupelmidae. De wetenschappelijke naam is voor het eerst geldig gepubliceerd in 1908 door Crawford.